# Daniel Álvarez Palomero
Daniel Álvarez Palomero  (Zaragoza, Aragón, 2 de abril de 1971) es un ex baloncestista español que medía 1,87 metros y cuya posición en la cancha era la de base. 

## Clubes
- Cantera CAI Zaragoza.
- 1989-1994 CB Zaragoza
- 1994-1995 Valencia Basket
- 1995-1998 Breogán Lugo
- 1998-1999 Menorca Bàsquet
- 1999-2000 Cáceres C.B
- 2000-2002 Stadium Casablanca Zaragoza.

## Palmarés
- 1989 Campeonato del Mundo. Selección de España sub-22 B. Andorra (Teruel). Medalla de Bronce.
- 1990 Eurobasket Júnior. Selección de España. Groningen. Medalla de Bronce.
- 1989-90 Copa del Rey. CAI Zaragoza. Campeón.
- 1989-90 Campeonato de España Júnior. CAI Zaragoza. Campeón.